# Русіново (Іновроцлавський повіт)
Русіново (пол. Rusinowo) — село в Польщі, у гміні Крушвиця Іновроцлавського повіту Куявсько-Поморського воєводства.
Населення — 117 осіб (2011).
У 1975-1998 роках село належало до Бидгощського воєводства.

## Демографія
Демографічна структура станом на 31 березня 2011 року:
|          | Загалом | Допрацездатний вік | Працездатний вік | Постпрацездатний вік |
| -------- | ------- | ------------------ | ---------------- | -------------------- |
| Чоловіки | 56      | 11                 | 37               | 8                    |
| Жінки    | 61      | 12                 | 38               | 11                   |
| Разом    | 117     | 23                 | 75               | 19                   |